# Залізничний переїзд

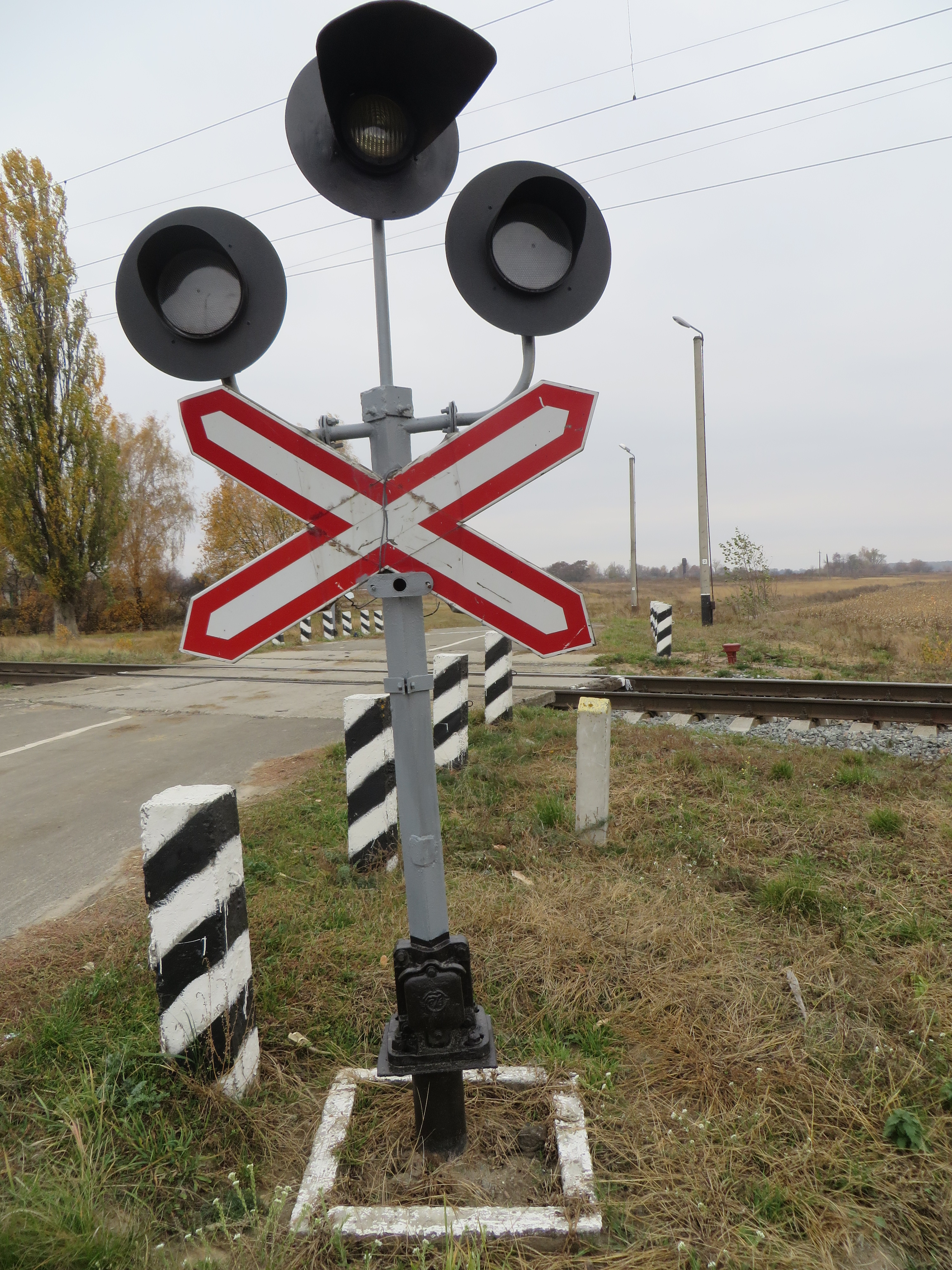
Світлофор і знак на залізничному переїзді

Залі́зничний пере́їзд — це місце однорівневого перетину залізничних колій та автомобільної дороги. Залізничний переїзд — об'єкт підвищеної небезпеки, тому для попередження нещасних випадків переїзди обладнуються світлофорами, шлагбаумами і звуковими сигналами, а також пристроями для огородження переїзду — металевими плитами, які піднімаються, загороджуючи проїзд (за винятком переїздів на малоактивних ділянках залізниць, які позначаються тільки дорожнім знаком). В Україні переїзди поділяються на чотири категорії.
Залізничні переїзди обладнуються в місцях з хорошою видимістю. Кут перетину автомобільної дороги і залізничних шляхів повинен становити не менше 60°.
У деяких країнах перетин автодороги з виділеною трамвайною лінією обладнується точно так само, як і залізничний переїзд.

## Історія

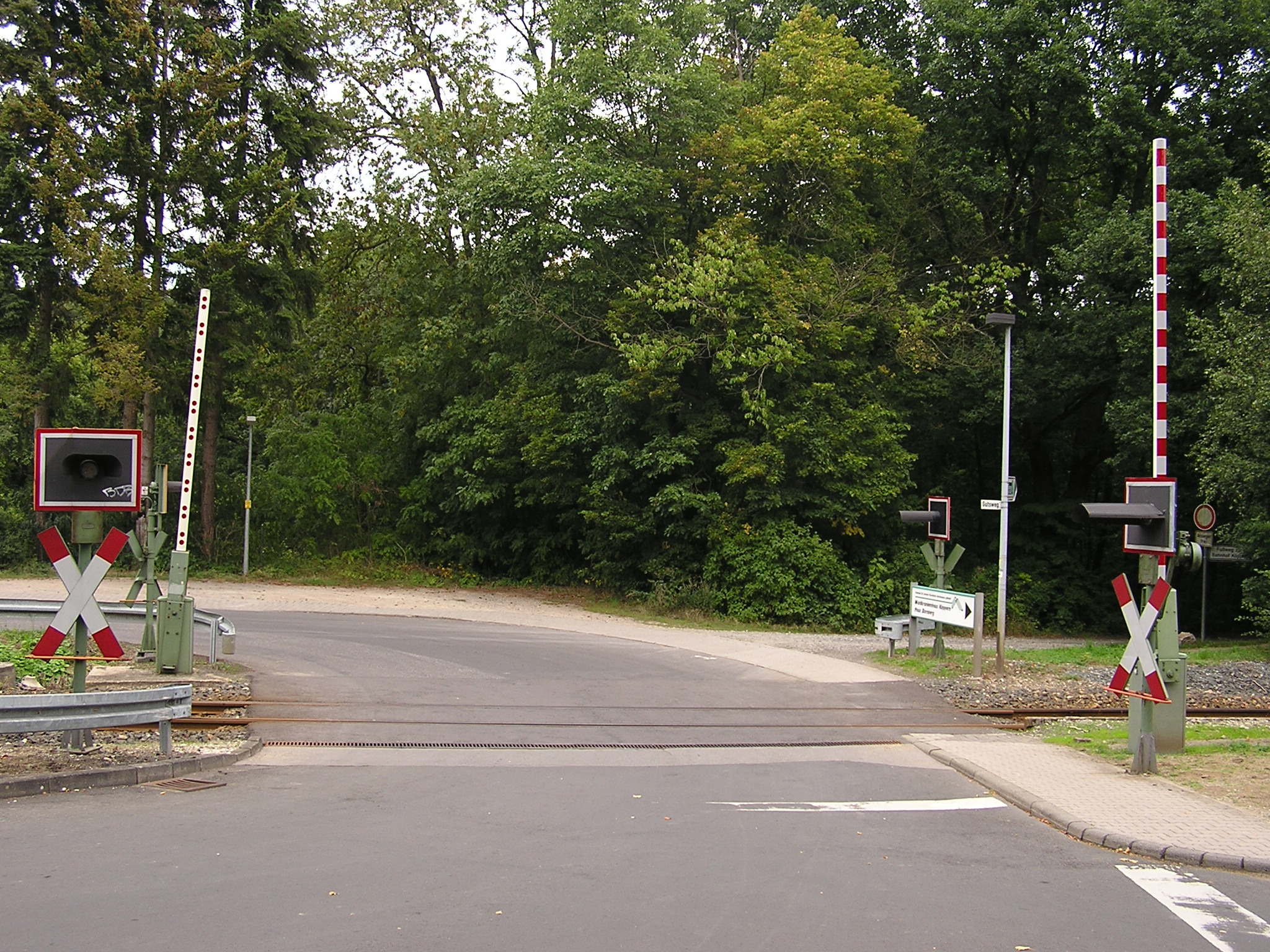
Залізничний переїзд зі шлагбаумом, Німеччина

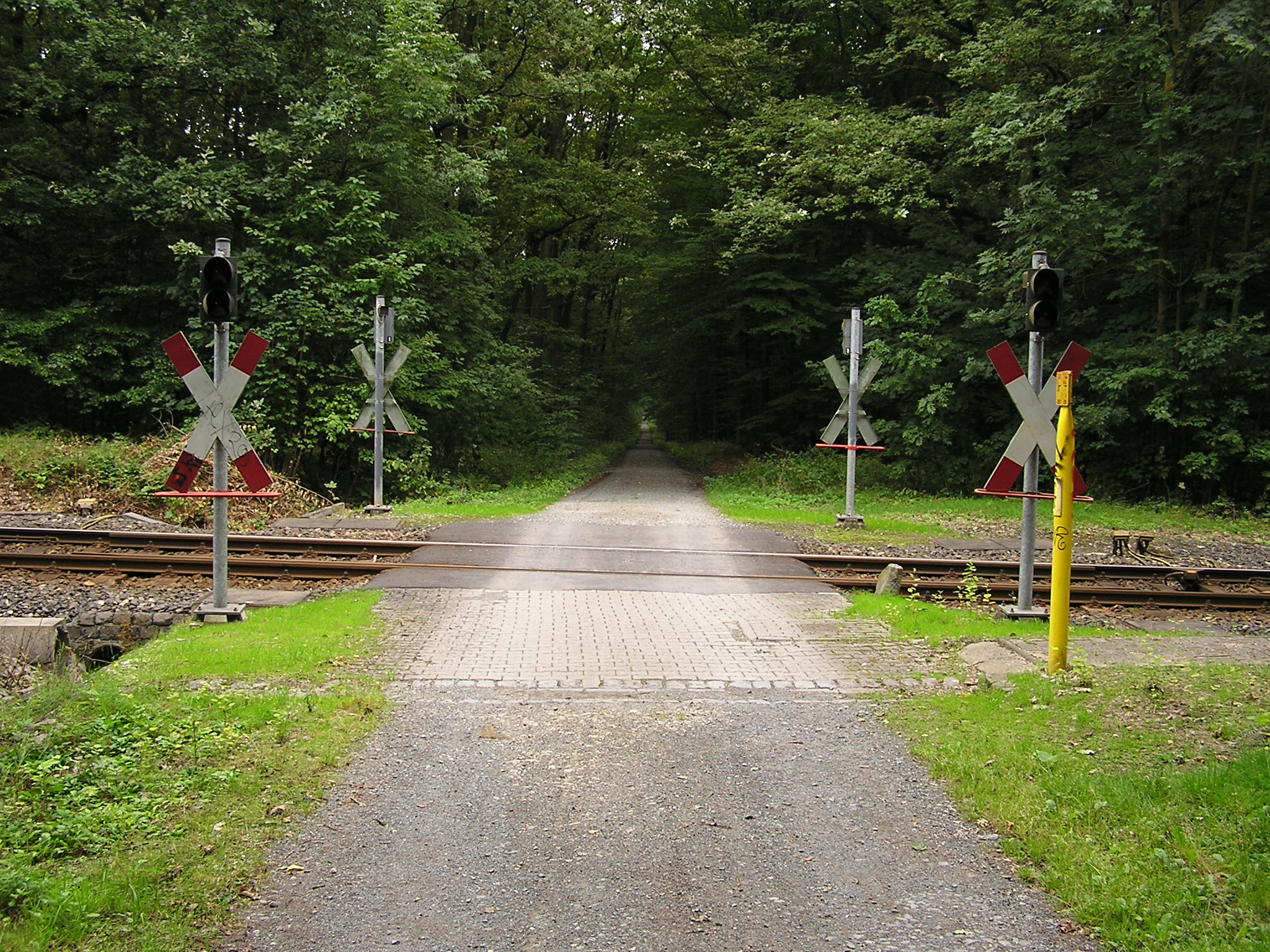
Залізничний переїзд без шлагбаума, Німеччина

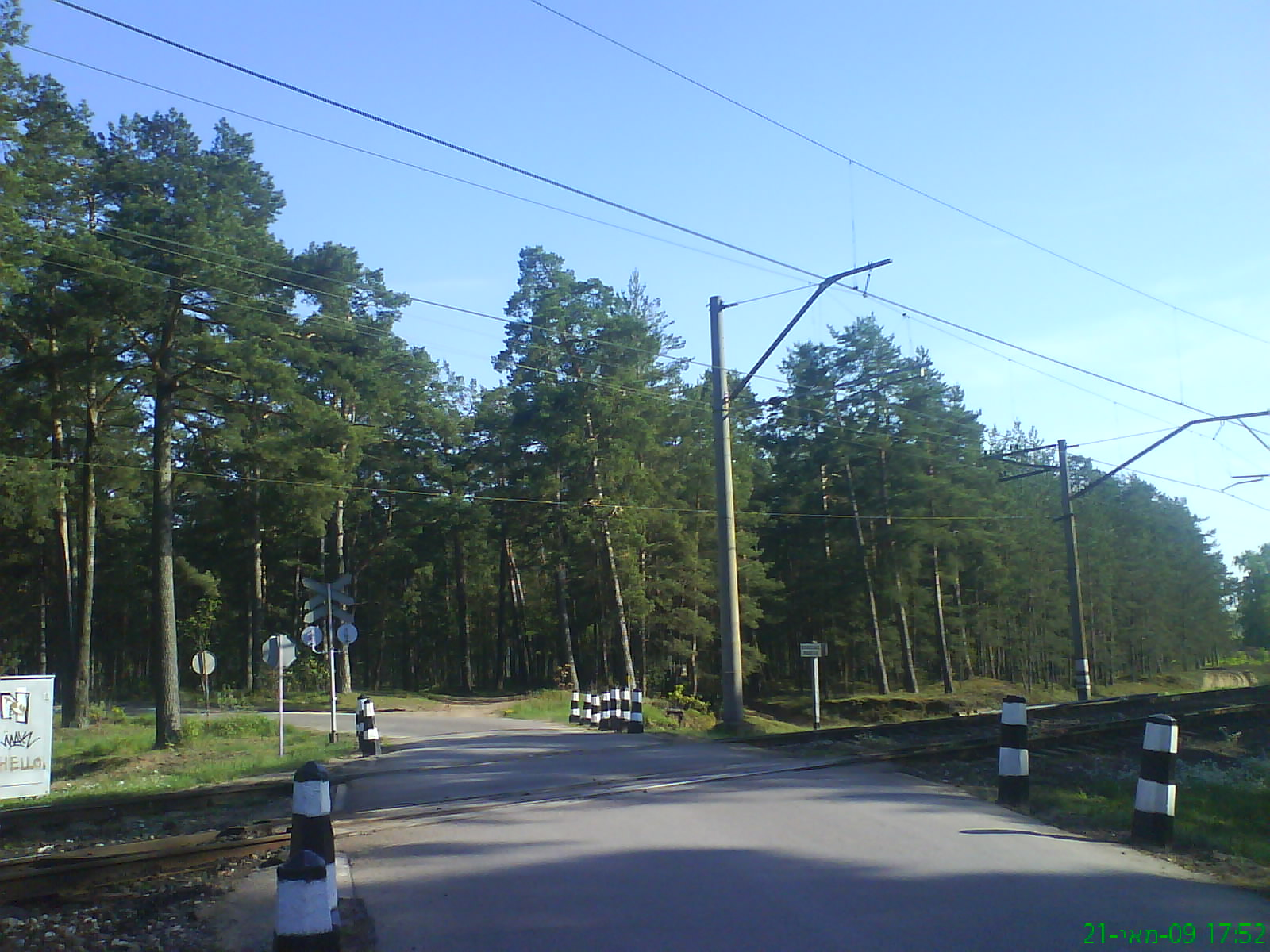
Залізничний переїзд без шлагбаума, Латвія

На перших переїздах роль устаткування виконував сигнальник. При наближенні поїзда він за допомогою прапорця або ліхтаря (в темний час доби) подавав учасникам дорожнього руху сигнал зупинитися. Пізніше стали використовуватися електрично спеціальні ворота або бар'єри, які приводилися в дію вручну. В той час, коли дорогами часто переганялася велика кількість худоби, був необхідний саме фізичний бар'єр. У США перший патент на ворота для залізничного переїзду був виданий 27 серпня 1867 року на ім'я J. Nason і J. F. Wilson з Бостона.
В кінці XIX — на початку XX століття стали швидко поширюватися автомобілі. У той же час перегін худоби по дорогах став досить рідкісним явищем. В таких умовах необхідності у воротах і бар'єрах вже не було, тому їх почали замінювати шлагбаумами, або просто світловими сигналами, покладаючись на свідомість водіїв.
Спочатку шлагбауми приводилися в рух вручну — їх відкривав і закривав черговий по переїзду. Такі шлагбауми перекривали всю ширину дороги. Пізніше ручні шлагбауми стали замінювати автоматичними. У багатьох країнах автоматичні шлагбауми мають ширину в півдороги, щоб автомобіль не міг виявитися замкнутим на переїзді між двома шлагбаумами (адже чергового, який міг би відкрити шлагбаум у разі необхідності, на автоматичних переїздах вже немає).
Перед кожним переїздом на певній відстані встановлюються дорожні знаки «Залізничний переїзд із шлагбаумом» (білий трикутник з червоною окантовкою і силуетом паркану) або «Залізничний переїзд без шлагбаума» (білий трикутник з червоною окантовкою і силуетом паровоза). Безпосередньо перед переїздом встановлюється знак у формі андріївського хреста. Тільки на малодієвих залізницях обладнання переїздів обмежується дорожніми знаками. На більшості переїздів встановлюється також світлофор спеціальної конструкції і діючий синхронно з ним звуковий сигнал. На переїздах з пожвавленим рухом на додаток до світлофора встановлюються шлагбауми. Зустрічаються переїзди, оснащені тривожною інфразвуковою акустикою.

## Види переїздів

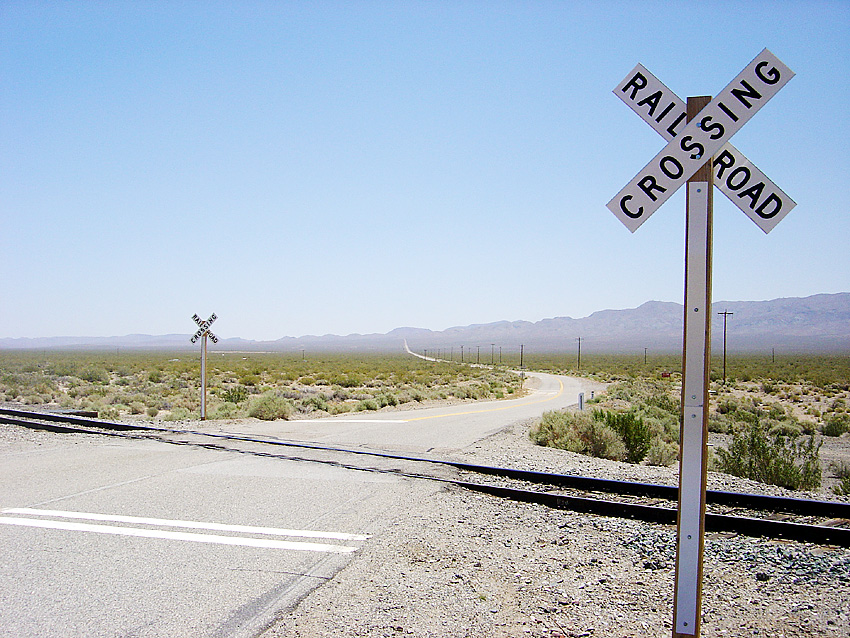

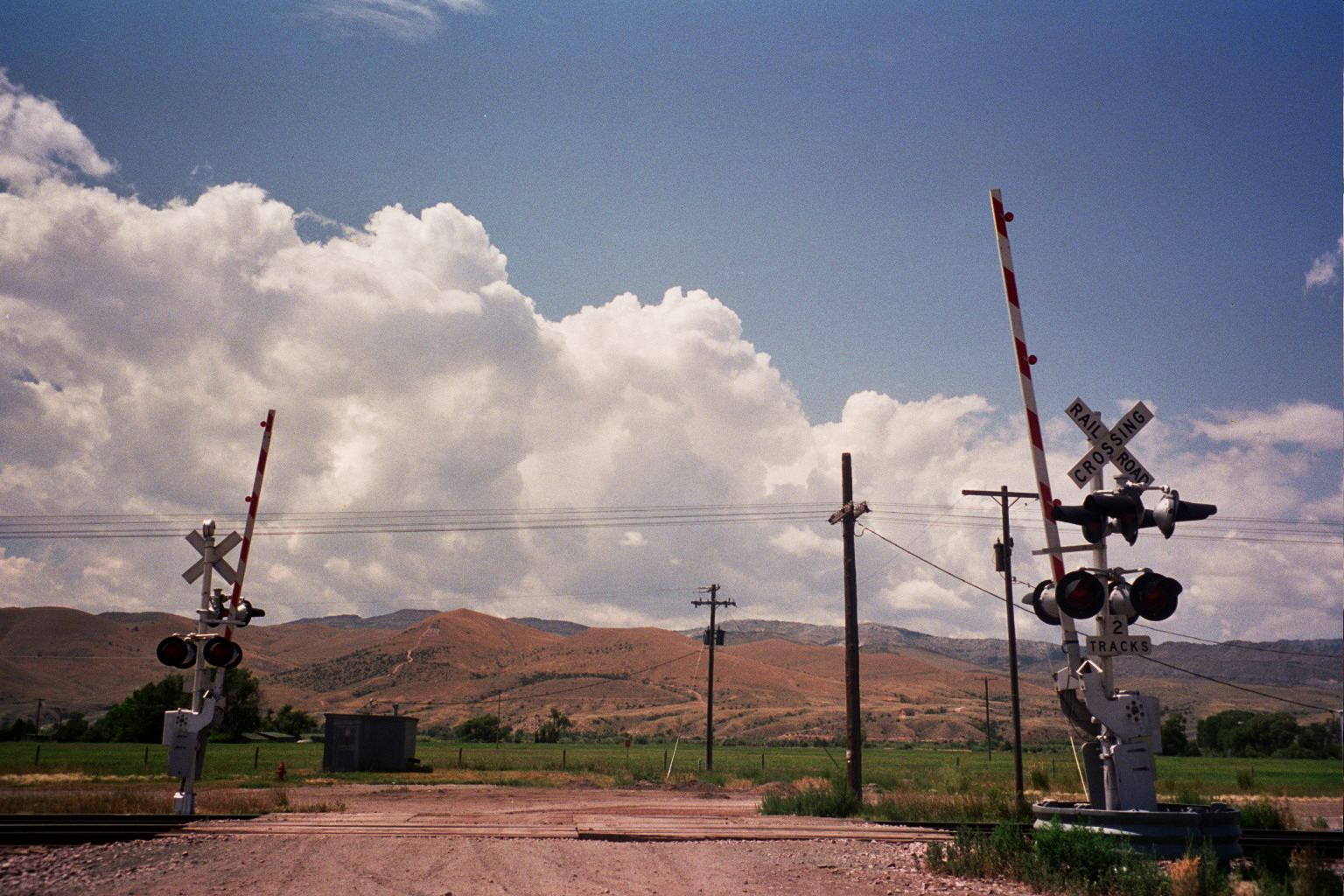

На сьогодні в Україні нараховується 5422 залізничних переїзди, зокрема, обладнаних автоматичною переїзною сигналізацією — 4168. В Україні переїзди поділяються на чотири категорії:
- Перша категорія. Переїзди мають шлагбауми, що перекривають усю ширину проїжджої частини (два шлагбауми на всю ширину дороги або чотири шлагбауми у півширини дороги) і світлофори. Під час опускання шлагбаума працює звуковий сигнал. В той час коли переїзд відкритий для автомобілів, блимає місячно-білий ліхтар світлофора. Так як є небезпека «замикання» автомобіля шлагбаумами на переїзді, такі переїзди або обладнані пристроями автоматичної детекції, або перебувають під наглядом чергового по переїзду.

- Друга категорія. Переїзди обладнані двома шлагбаумами у півширини дороги і світлофорами. Під час опускання шлагбаума діє звуковий сигнал. В той час коли переїзд відкритий для автомобілів, блимає місячно-білий ліхтар світлофора. Якщо того вимагають особливості конкретного переїзду, на ньому можуть бути встановлені додаткові короткі шлагбауми для велосипедних доріжок та тротуарів. Переїзди цієї категорії — найпоширеніші в Україні.

- Третя категорія. Переїзди не мають шлагбаумів. Світлофор має тільки два заборонних червоних ліхтарі. Переїзд є відкритим для вуличного руху, якщо світлофор і звуковий сигнал не діють.

- Четверта категорія. Переїзди не мають шлагбаумів і світлофорів. Встановлюється тільки знак у вигляді червоно-білого хреста.

## Безпека на переїздах
Ніколи не забувайте:
- Недотримання правил безпеки на переїзді може коштувати вам життя!
- Заборона на подолання переїзду при закритому шлагбаумі та/або діючому звуковому сигналі та світлофорі поширюється на всіх учасників дорожнього руху, в тому числі на пішоходів і велосипедистів!
- Стояти на переїзді слід не ближче, ніж за 5 метрів від шлагбаума, а за відсутності шлагбаума — в 10 метрах від найближчої рейки!

В Україні правилами дорожнього руху заборонено виїжджати на залізничний переїзд у наступних випадках (розділ 20 Правил).
- черговий по переїзду подає сигнал заборони руху — стоїть до водія грудьми або спиною з піднятим над головою жезлом (червоним ліхтарем чи прапорцем) або з витягнутими в сторони руками;
- шлагбаум опущений або почав опускатися;
- увімкнено заборонний сигнал світлофора чи звуковий сигнал незалежно від наявності та положення шлагбаума;
- за переїздом утворився затор, який змусить водія зупинитися на переїзді;
- до переїзду в межах видимості наближається поїзд (локомотив, дрезина).

Схожі правила діють майже в усіх країнах світу, де є залізниці.
У випадку, якщо автомобіль зупинився на переїзді, і водій не може його виштовхнути (наприклад, з допомогою стартера), то ПДР вимагають від водія наступних дій:

20.8. У разі вимушеної зупинки транспортного засобу на переїзді водій зобов'язаний негайно висадити людей і вжити заходів для звільнення переїзду, а якщо це не вдається зробити, він повинен:
- коли є можливість, послати двох чоловік уздовж колій в обидва боки від переїзду не менш як на 1000 м (якщо одного, то в бік ймовірної появи поїзда, а на одноколійних переїздах — у бік гіршої видимості залізничної колії), пояснивши їм правила подавання сигналу зупинки машиністу поїзда (локомотива, дрезини), що наближається;
- залишатися біля транспортного засобу і, подаючи сигнали загальної тривоги, вживати всіх заходів для звільнення переїзду;
- у разі появи поїзда бігти йому назустріч, подаючи сигнал зупинки.

20.9. Сигналом зупинки поїзда (локомотива, дрезини) є круговий рух руки (у світлу пору — із шматком яскравої тканини або будь-яким добре помітним предметом, у темну пору доби і в умовах недостатньої видимості — з факелом або ліхтарем). Сигналом загальної тривоги є серії звукових сигналів транспортного засобу, що складаються з одного довгого і трьох коротких сигналів.

На жаль, дотримання правил перетину переїздів спостерігається далеко не завжди, що призводить до загибелі людей. Щоб повністю виключити можливість загибелі людей на переїздах, в Західній Європі (принаймні в Бельгії та Нідерландах) проводиться програма зі скорочення числа переїздів та заміна їх неоднорівневими перетинами (за допомогою шляхопроводів і тунелів) у співвідношенні 4:1, тобто чотири переїзди замінюються одним неоднорівневим перетином. В Нідерландах будівництво нових переїздів заборонено.